# 6216 San Jose
San Jose (asteróide 6216) é um asteróide da cintura principal, a 2,4748154 UA. Possui uma excentricidade de 0,1012689 e um período orbital de 1 669,04 dias (4,57 anos).
San Jose tem uma velocidade orbital média de 17,94883298 km/s e uma inclinação de 3,77632º.
Este asteróide foi descoberto em 30 de Setembro de 1975 por Schelte J. Bus.